# Azerbajdžanci
Azerbajdžanci ali Azeri so turški narod, ki živi v Azerbajdžanu in severnem Iranu (Južni Azerbejdžan), pa tudi širše od Kavkaza do Iranske planote. Sicer same sebe imenujejo Azerbejdžanski Turki (azerbejdžansko: Azərbaycanlılar, Azərbaycan Türkləri) ali pa Āzarī (perzijsko آذربایجانی ها). Po veroizpovedi so večinoma muslimani šiitske veroizpovedi, njihova kultura pa vsebuje turške, iranske (perzijske) in kavkaške elemente. Kljub temu, da živijo v dveh državah, predstavljajo enotno etnično skupino. Njihov jezik, azerbajdžanščina, je zelo podoben turščini. V Azerbajdžanu uporabljajo latinico, medtem ko Azeri v Iranu uporabljajo perzijsko(arabsko) pisavo.